# Larry Elgart
 (janvier 2022).
Si vous disposez d'ouvrages ou d'articles de référence ou si vous connaissez des sites web de qualité traitant du thème abordé ici, merci de compléter l'article en donnant les références utiles à sa vérifiabilité et en les liant à la section « Notes et références ».
Larry Elgart, né le 20 mars 1922 à New London dans le Connecticut et mort le 29 août 2017 à Longboat Key en Floride, est un musicien et chef d'orchestre de jazz américain. Avec son frère Les à la trompette, il a formé un orchestre très populaire au cours des années 1950 et 1960, grâce à une série d'albums à succès pour le label Columbia.